# Bazilika Presvetega srca, Paray-le-Monial
Bazilika Presvetega Srca Jezusovega v Paray-le-Monial (francosko Basilique du Sacré-Cœur, pronounced [sakʁe kœʁ]), splošno znana kot bazilika Paray-le-Monial, je romanska katoliška cerkev, posvečena Presvetemu Srcu Jezusovemu v Paray-le-Monial, Burgundija-Franche-Comté, Francija.

## Zgodovina
Bazilika je priljubljena znamenitost in eno najbolj obiskanih verskih krajev v državi. Presveto Srce je postalo priljubljena svetovna pobožnost, predvsem zaradi vizij Margarete Marije Alacoque, ki je živela in umrla v samostanu poleg bazilike.
Preden je postal clunyjski priorat, je bil samostan Paray-le-Monial ustanovljen po odločitvi Lamberta (umrl februarja 978), grofa Chalona. Leta 973 je bila lokacija izbrana v soglasju z Mayeulom, opatom Clunyja. Na izbranem zemljišču so menihi v treh letih zgradili stavbe, potrebne za samostan in njegovo cerkev. Cerkev je bila posvečena leta 977 v prisotnosti Lamberta Chalonskega, njegove družine in škofov Chalona, Mâcona in Autuna.
Lamberta je nasledil njegov sin Hugo I., ki je bil že kanonik Autuna in je 5. marca 1090 postal škof Auxerra ter se odločil združiti samostan Paray-le-Monial z opatijo Cluny, ki jo je vodil sveti Odillon. Paray je postal clunyjski priorat in to ostal do revolucije.
Prva cerkev je popolnoma izginila. Hitro so jo uničili in nadomestili z novo cerkvijo, posvečeno 9. decembra 1004. Manj kot stoletje pozneje je bila tudi ta druga cerkev uničena in nadomeščena s tem, kar je danes bazilika. Cerkev je v 12. stoletju zgradil Hugues de Semur, najpomembnejši opat iz Clunyja. Bila je pomanjšana različica opatije Cluny. Dokončana je bila v 14. stoletju, čeprav so bili nekateri deli dodani v 18. stoletju ali obnovljeni v 19. stoletju. Prednostno je bila pod oblastjo Clunyja in je bila priljubljeno romarsko mesto. Je najbolje ohranjen primer clunijske arhitekture v Burgundiji.
Grof-škof Hugo I. je cerkvi podaril relikvije svetega Grata, škofa Chalona, ki so bile prej shranjene v cerkvi svetega Lovrenca v Chalonu. V času Huga I. sta bila priora Andrald in Gontier.

### Začetna gradnja cerkve in njene prilagoditve
Natančni datumi gradnje sedanje cerkve so negotovi. Dela Christiana Sapina, Nicolasa Reveyrona in Minotta Kera kažejo, da gradnja sega v zadnjo četrtino 11. stoletja, ne v prvo. Slednja konstrukcija je bila verjetno zgrajena na vrhu prejšnje, »v mnogih točkah se načrti obeh konstrukcij prekrivajo«. Pravi arhitekt Paraya je bil nedvomno sveti Hugo Clunyjski. Vendar Paraya ni mogoče šteti za preprosto zmanjšanje znamenite clunyjske bazilike. Dejansko nima ne dvojnih ladij, ne dvojnih transeptov, ne petih radialno razporejenih kapel.
Skozi 12. stoletje je bila cerkev bistveno spremenjena. Verjetno so bile v drugi četrtini 12. stoletja zgrajene ladja, transept in kor cerkve v Parayu (okoli leta 1140). Cerkev v 13. stoletju ni bila spremenjena. Zgornja raven zvonika je bila dokončana v 14. stoletju. Okoli leta 1470 je opat Jean de Bourbon dovolil Robertu de Damas-Digoineu, lordu Clessyja in Beaudéduita, da poruši kapelo, ki se je odpirala v južni transept cerkve, in jo nadomesti z novo kapelo, ki naj bi postala grobnica njegove družine. Paray-le-Monial so opustošile vojne, ki so se odvijale tri stoletja: stoletna vojna, vojne med Burgundijo in Francijo ter verske vojne. Da bi preprečili porušitev portika, so se menihi odločili, da ga zaščitijo z debelimi ojačitvenimi zidovi.
Nato so si menihi priorata prizadevali izbrisati sledi opustošenja, ki ga je utrpela cerkev, vendar niso spremenili nobenega bistvenega dela spomenika. Prvotni zvonik je bil uničen (požgan) in obnovljen. Rušenje starega priorata in gradnja novega (od 1702 do 1750) sta nedvomno potekali sočasno z deli v baziliki (gradnja podstrešja med južno stranjo cerkve in severno stranjo križnega hodnika).

### Paray-le-Monial, romarski kraj, postane manjša bazilika
Od konca 19. stoletja sta Paray-le-Monial in njegova cerkev eno najbolj priljubljenih romarskih krajev v Franciji. Namen teh romanj je pobožnost do Presvetega Srca, ki se je širila po vizijah Marguerite-Marie Alacoque in še bolj po delu jezuita Clauda La Colombièra v drugi polovici 17. stoletja.
Leta 1875 je papež Pij IX., soočen s pritokom romarjev okoli relikvij Marguerite-Marie Alacoque, cerkev povzdignil v rang manjše bazilike in odobril njeno spremembo imena (prej je bila poimenovana po Marijinem vnebovzetju).

## Opis
Cerkev ima precej kratko glavno ladjo in dve stranski ladji, ki ju prečka enoladijski transept. Kor vključuje polkrožno apsido z ambulatorijem in tri radialne kapele. Stavba ima skupno dolžino 63,5 metra, vključno s preddverjem in vzhodno kapelo, in širino 22,35 m. Veliki šilasti loki ladje v burgundskem romanskem slogu zavzemajo dve tretjini višine, preostalo tretjino pa zaseda slepa arkada, ki jo krasi vrsta visokih oken.
Ladja (ki je visoka 22 m) in stranski ladji sta prekriti z ogivalnimi banjastimi oboki, v notranjosti pa so uporabljene različne višinske ravni, kar je bilo značilno za romansko arhitekturo. Ima predgotske stebre, slepo tribuno in svetlobno nadstropje z majhnimi okni. Kapiteli so večinoma okrašeni z akantovimi listi, vendar so trije nežno interpretirani historični kapiteli in nekaj je živalskih kapitelov. Kor hrani fresko iz 14. stoletja, ki so jo ponovno odkrili leta 1935. Tako kot v opatiji Cluny v 11. in 12. stoletju je ambulatorij bistveno ožji od ustreznih ladij, ki mejijo na kor, in med apsido in ambulatorijem na eni strani ter med korom in njegovimi stranskimi ladjami na drugi strani je strm padec.
Zunanjost ima skromen videz z masivnimi zidovi. Med redkimi okraski je portal levega kraka transepta s cvetličnimi in geometrijskimi motivi. Prehod je okronan s stolpom z višino 56 m; dva manjša stolpa sta tudi ob straneh glavne fasade.
Slovesnost bazilike se ujema z mirom sosednjega križnega hodnika, ki je bil obnovljen v 18. stoletju, a je v popolni harmoniji s cerkvijo. V njegovem južnem krilu je Muzej lončene posode, kjer so razstavljeni kosi iz Charollesa, pa tudi starodavna lončena posoda iz Moustiers-Sainte-Marie in Neversa. V nasprotni galeriji, na severni strani, odkrijemo portal, bogato okrašen z romanskimi skulpturami neenakomerne izdelave, skozi katerega so menihi vstopali v cerkev. Predvsem pa je severni portal na mestni strani lep primer romanske ornamentike, tudi če ni figurativnega timpanona.
V apsidi bazilike so Espace Saint-Jean, sprejemni in informacijski center, namenjen predvsem romarjem. V notranjosti prostor Sainte-Marguerite-Marie in Saint-Claude-La-Colombière predstavlja zgodbo o življenju in prikazovanjih svete Margarete Marije Alacoque ter sporočilo iz Paraya. V parku Chapelains, vzhodno od bazilike, diorama ponuja zvočno in svetlobno predstavo o sveti Margareti Mariji. Nedaleč stran je kapela prikazovanj, kjer je relikviarij z relikvijami svetnice.